# مساری
ساری عبود (به عربی: ساري عبّود) (زاده ۱۰ دسامبر ۱۹۸۰ در بیروت، لبنان) که بیشتر با نام هنری مساری (به عربی: مساري) شناخته می‌شود، خواننده لبنانی کانادایی در سبک ریتم و بلوز معاصر، موسیقی پاپ و موسیقی هیپ‌هاپ است که در کانادا بزرگ شده است. مساری واژه‌ای عربی شرقی و به گویش عامیانه لبنانی به معنای پول (به عربی: مصاری) است.
وی حرفه موسیقی خود را در سال ۲۰۰۲ آغاز، و تاکنون دو آلبوم منتشر کرد، مساری در سال ۲۰۰۶ و همیشه مساری در سال ۲۰۰۹. او تاکنون تعدادی تک آهنگ در سطح بین‌المللی، شرق میانه و کانادا هم دارد.او جدید ترین آهنگش که عاشقت منم نام دارد را با خواننده معروف،حسین تهی خوانده است.

## آلبوم‌های استدیویی
| سال  | اطلاعات | کانادا | اجازه‌نامه‌ها                |
| ---- | --- | ------ | -------------------------- |
| ۲۰۰۶ | مساری - نخستین آلبوم استدیویی - انتشار: ۱۴ مه ۲۰۰۶ - ناشر: سیپی رکوردز - قالب: لوح فشرده                                                                                   | ۲۹     | انجمن صنعت ضبط کانادا: طلا |
| ۲۰۰۹ | همیشه مساری - دومین آلبوم استدیویی - انتشار: ۱۰ نوامبر ۲۰۰۹ در کانادا و آی تونز ۱۷ نوامبر ۲۰۰۹ در سطح بین‌المللی - ناشر: یونیورسال رکوردز کانادا - قالب: لوح فشرده، آی تونز | —      | -                          |

## دی‌وی‌دی
- ۲۰۰۶: مساری: جاده خوشبختی

## تک‌آهنگ‌ها
| سال  | تک‌آهنگ                       | کانادا | جرمن سینگلز چارت | پرتغال | آلبوم            |
| ---- | ---------------------------- | ------ | ---------------- | ------ | ---------------- |
| ۲۰۰۵ | Smile for Me (feat. Loon)    | ۱۸     | —                | ۱۲     | Massari          |
| ۲۰۰۵ | Be Easy                      | ۴      | ۷۰               | ۱۶     | Massari          |
| ۲۰۰۶ | Real Love                    | —      | ۴۸               | —      | Massari          |
| ۲۰۰۶ | Rush the Floor (feat. Belly) | —      | —                | —      | Massari          |
| ۲۰۰۸ | Say You Love Me              | —      | —                | —      | non-album single |
| ۲۰۰۸ | In Love Again                | —      | —                | —      | non-album single |
| ۲۰۰۹ | دختر بد                      | ۷۷     | —                | —      | Forever Massari  |
| ۲۰۰۹ | Body Body                    | ۸۱     | —                | —      | Forever Massari  |
| ۲۰۰۹ | Under the Radar              | —      | —                | —      | Forever Massari  |
| ۲۰۱۱ | Dance for Your Life          | —      | —                | —      |                  |
| ۲۰۱۲ | Full Circle" (feat Belly)    | —      | —                | —      |                  |
| ۲۰۱۲ | Brand New Day                |        |                  |        |                  |
| ۲۰۱۷ | So Long                      |        |                  |        |                  |
| ۲۰۱۸ | عاشقت منم با همراهی حسین تهی |        |                  |        |                  |